# Фейхи, Кит
Кит Фе́йхи (ирл. Keith Fahey; род. 15 января 1983, Дублин) — ирландский футболист, полузащитник.

## Карьера

### В клубах
Фейхи начал постигать футбольное мастерство в клубе «Черри Оркард» из Дублина. В 1998—2000 годах проходил обучение в лондонском «Арсенале».
В апреле 2000 года за £250 000 перешёл в «Астон Виллу», в составе которой провёл всего один матч, выйдя на поле в первом полуфинале Кубка Интертото 2002 года, когда бирмингемцы сыграли на выезде вничью с французским «Лиллем». Оставшуюся половину года он провёл любительском клубе «Блюбелл Юнайтед» из Дублина.
В 2003 году полузащитника пригласил клуб главной лиги Ирландии «Сент-Патрикс Атлетик», в составе которого он забил решающий гол со штрафного в дополнительное время переигровки полуфинала Кубка Ирландии 2003 года. В июле 2005 года Кит был обменян в «Дроэду Юнайтед» на Алана Рейлли. С новой командой Фейхи стал победителем Кубка Сетанта Спортс 2006 года, но вскоре поссорился с тренером команды Полом Дулином, в результате чего вернулся в «Сент-Патрик» в июле 2006 года. В 2008 году Фейхи был назван футболистом года в Ирландии.
В декабре 2008 года Фейхи заключил контракт с «Бирмингем Сити» и начал тренировки в составе нового клуба. 17 января ирландец дебютировал в составе горожан, выйдя на замену в матче с «Кардифф Сити», а 14 февраля открыл счёт забитым голам, огорчив «Ноттингем Форест». К концу сезона он стал одним из ключевых игроков в выходе клуба в Премьер-Лигу, а в последнем туре забил гол в решающем матче против «Рединга».
Дебют в АПЛ случился у Фейхи 16 августа 2009 года в проигранном со счётом 1:0 матче против «Манчестера Юнайтед» на Олд Траффорде.
7 июля 2010 года продлил контракт с «синими» до 2013 года.
Летом 2013 года стал свободным агентом, осенью поддерживал форму, тренируясь с клубом Первой Футбольной лиги Англии «Шеффилд Юнайтед».
23 декабря 2013 года вернулся в «Сент-Патрикс Атлетик», с которым Кубок и Суперкубок 2014 года.
11 ноября 2014 года Кит подписал контракт с «Шемрок Роверс».
13 августа 2015 года футболист был вынужден заявить о завершении карьеры, причиной стали проблемы с коленом и тазобедренным суставом.

### В сборных
На юниорском уровне Кит принял участие в израильском чемпионате Европы 2000 года, где отметился голом в ворота сверстников из Англии, но не смог с товарищами по команде опередить сверстников из Португалии и России.
Кит Фейхи принимал участие в молодёжном чемпионате мира 2003 года, прошедшем в ОАЭ. Он выходил на замену в победном (2:0) матче группового этапа с мексиканцами и проигранном в дополнительное время (3:2) матче 1/8 финала с Колумбией.
25 мая 2010 года Фейхи дебютировал в главной сборной Ирландии, выйдя на 77-й минуте на замену Дэмьену Даффу в домашней победной (2:1) товарищеской встрече с Парагваем. 12 августа того года в проигранной (0:1) игре с Аргентиной он вышел на поле в стартовом составе. 3 сентября Фейхи отметился победным голом в первой же своей официальной игре, что прошла в Ереване против Армении в рамках отбора к Евро 2012.

## Достижения

### Командные
Как игрока национальных сборных Ирландии:
- Чемпионат мира (юноши до 20 лет):
  - Участник: 2003
- Чемпионат Европы (юноши до 16 лет):
  - Участник: 2000

Как игрока «Сент-Патрик Атлетикс»:
- Суперкубок Ирландии:
  - Победитель: 2014
- Чемпионат Ирландии:
  - Второе место: 2007, 2008
  - Третье место: 2014
- Кубок Ирландии:
  - Победитель: 2014
  - Финалист: 2003
- Кубок ирландской лиги:
  - Победитель: 2003

Как игрока «Дрохеды Юнайтед»:
- Кубок Сетанта Спортс:
  - Победитель: 2006

Как игрока «Бирмингем Сити»:
- Чемпионат Футбольной лиги:
  - Второе место: 2008/09 (выход в Премьер-Лигу)
- Кубок футбольной лиги:
  - Победитель: 2010/11

### Личные
Как игрока «Сент-Патрик Атлетикс»:
- Футболист года в Ирландии: 2008

#### Матчи и голы за сборную
| Матчи и голы Кита Фейхи за сборную Ирландии | Матчи и голы Кита Фейхи за сборную Ирландии | Матчи и голы Кита Фейхи за сборную Ирландии | Матчи и голы Кита Фейхи за сборную Ирландии | Матчи и голы Кита Фейхи за сборную Ирландии | Матчи и голы Кита Фейхи за сборную Ирландии | Матчи и голы Кита Фейхи за сборную Ирландии |
| ------------------------------------------- | ------------------------------------------- | ------------------------------------------- | ------------------------------------------- | ------------------------------------------- | ------------------------------------------- | ------------------------------------------- |
| №                                           | Дата                                        | Оппонент                                    | Счёт                                        | Голы Фейхи                                  | Соревнование                                |                                             |
| 1                                           | 25 мая 2010                                 | Парагвай                                    | 2:1                                         | —                                           | Товарищеский матч                           |                                             |
| 2                                           | 28 мая 2010                                 | Алжир                                       | 3:0                                         | —                                           | Товарищеский матч                           |                                             |
| 3                                           | 11 августа 2010                             | Аргентина                                   | 0:1                                         | —                                           | Товарищеский матч                           |                                             |
| 4                                           | 3 сентября 2010                             | Армения                                     | 1:0                                         | 1                                           | Отборочные матчи ЧЕ-2012                    |                                             |
| 5                                           | 8 октября 2010                              | Россия                                      | 2:3                                         | —                                           | Отборочные матчи ЧЕ-2012                    |                                             |
| 6                                           | 12 октября 2010                             | Словакия                                    | 1:1                                         | —                                           | Отборочные матчи ЧЕ-2012                    |                                             |
| 7                                           | 17 ноября 2010                              | Норвегия                                    | 1:2                                         | —                                           | Товарищеский матч                           |                                             |
| 8                                           | 8 февраля 2011                              | Уэльс                                       | 3:0                                         | 1                                           | Кубок наций 2011                            |                                             |
| 9                                           | 26 марта 2011                               | Македония                                   | 2:1                                         | —                                           | Отборочные матчи ЧЕ-2012                    |                                             |
| 10                                          | 29 марта 2011                               | Уругвай                                     | 2:3                                         | 1                                           | Товарищеский матч                           |                                             |
| 11                                          | 29 мая 2011                                 | Шотландия                                   | 1:0                                         | —                                           | Кубок наций 2011                            |                                             |
| 12                                          | 7 октября 2011                              | Андорра                                     | 2:0                                         | —                                           | Отборочные матчи ЧЕ-2012                    |                                             |
| 13                                          | 11 октября 2011                             | Армения                                     | 2:1                                         | —                                           | Отборочные матчи ЧЕ-2012                    |                                             |
| 14                                          | 11 ноября 2011                              | Эстония                                     | 4:0                                         | —                                           | Отборочные матчи ЧЕ-2012                    |                                             |
| 15                                          | 11 ноября 2011                              | Эстония                                     | 1:1                                         | —                                           | Отборочные матчи ЧЕ-2012                    |                                             |
| 16                                          | 12 октября 2011                             | Германия                                    | 1:6                                         | —                                           | Отборочные матчи ЧЕ-2012                    |                                             |

Итого: 16 матчей / 3 гола; 9 побед, 2 ничьи, 5 поражений.